# Liz Mohn
Elisabeth "Liz" Mohn (el 21 de junio de 1941 en Wiedenbrück, nacida con el apellido de Beckmann) es una empresaria y fundadora alemana, casada con Reinhard Mohn hasta su fallecimiento en 2009.
Liz Mohn representa la quinta generación de la familia propietaria de forma mayoritaria del grupo empresarial Bertelsmann. Hasta 2021, fue presidenta del Comité de Dirección de la sociedad de gestión Bertelsmann Verwaltungsgesellschaft y sigue siendo miembro de ese órgano. Además, es miembro de los órganos de supervisión de Bertelsmann. Asimismo, Liz Mohn fue hasta junio de 2021 vicepresidenta de la Junta Directiva y del Patronato de la fundación sin ánimo de lucro Bertelsmann Stiftung y es desde entonces miembro honorífico del Patronato.
En el Liz Mohn Center se han reunido sus proyectos para el entendimiento internacional, sobre temas económicos centrados en cuestiones de liderazgo moderno, así como del ámbito cultural. Por su compromiso en diversos ámbitos, Liz Mohn ha sido galardonada, entre otros, con la Cruz de Comendador de la Orden del Mérito de la República Federal de Alemania.

## Vida
Tras finalizar la educación general básica, Liz Mohn ocupó en primer lugar un puesto de aprendiz como ayudante de dentista. Más adelante solicitó un puesto de telefonista en Bertelsmann, donde trabajó desde ese momento en el Club del Libro. A los 17 años conoció a Reinhard Mohn. En 1963 se casó con el corrector Joachim Scholz, la pareja se separó en 1978. En 1982, Reinhard Mohn se divorció de su primera mujer, y Liz y Reinhard se casaron ese mismo año. Este adoptó a los tres hijos que ambos ya tenían en común, Brigitte, Christoph y Andreas Mohn.

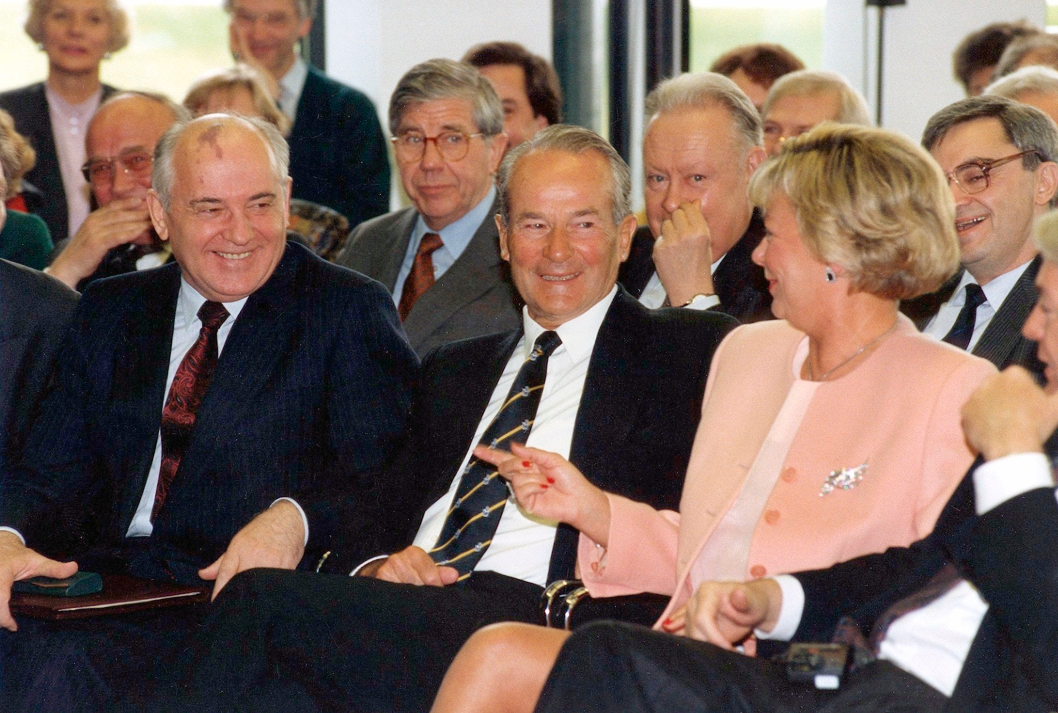
Liz Mohn, Reinhard Mohn y Mijaíl Gorbachov (de dcha. a izq., 1992)

Durante los años siguientes, Liz Mohn fue asumiendo un papel cada vez más importante en la empresa y la fundación. Y a partir de 1986 formó parte del Consejo de la fundación Bertelsmann Stiftung. En 1999 fue nombrada miembro de la Junta General de Socios de la Bertelsmann Verwaltungsgesellschaft, que controla los derechos de voto en la Asamblea General del grupo empresarial. Además, en el año 2000 se incorporó al Consejo Presidencial de la fundación Bertelsmann Stiftung, que participa mayoritariamente en el capital de la empresa. En 2002, Liz Mohn se situó a la cabeza de la Bertelsmann Verwaltungsgesellschaft, asumiendo el cargo de portavoz de la familia y pasando a ser miembro del Consejo de Administración de Bertelsmann. De este modo obtuvo un gran poder de influencia en el grupo empresarial.
Tras la muerte de Reinhard Mohn en el año 2009, Liz Mohn se convirtió en su sucesora. Entre otras cosas, él le cedió un derecho de veto en la Bertelsmann Verwaltungsgesellschaft. Además, Liz Mohn obtuvo amplios derechos de fundadora en la fundación Bertelsmann Stiftung. Estos incluyen, por ejemplo, un derecho a hacer sugerencias para nombrar a miembros del Patronato.
Debido a su doble papel dentro del grupo empresarial y la fundación, Liz Mohn ha sido objeto de un especial escrutinio mediático. Al alcanzar el límite de edad de los 80 años, Liz Mohn entregó en 2021 la presidencia del Comité de Dirección de la sociedad de gestión Bertelsmann Verwaltungsgesellschaft a Christoph Mohn. Asimismo abandonó la presidencia de la fundación Bertelsmann Stiftung. Liz Mohn sigue siendo presidenta del patronato de la Fundación Bertelsmann y presidenta del consejo de administración de la Bertelsmann Foundation North America. Ambas son fundaciones filiales de la Bertelsmann Stiftung que, sin embargo, son autónomas a efectos jurídicos.

## Compromiso
En 1987, Liz Mohn puso en marcha el concurso internacional de canto "Neue Stimmen" (Nuevas Voces). A ello la habían motivado las quejas de Herbert von Karajan acerca de la falta de fomento en el ámbito del canto operístico. El concurso se ha convertido en una "cuna de talentos" de reconocimiento internacional. Su ejecución está amparada por la fundación Bertelsmann Stiftung. Asimismo, Liz Mohn inició en 1999 un proyecto para promover mejor la cultura musical de los niños, especialmente en las escuelas primarias.
En 1992, Liz Mohn fundó la Fundación Alemana de Ayuda contra la Apoplejía (Stiftung Deutsche Schlaganfall-Hilfe), una fundación sin ánimo de lucro que lucha por la prevención y la detección temprana de derrames cerebrales. Su motivación provenía de los problemas de salud de uno de sus hijos, que generaban síntomas similares a los de una apoplejía. Liz Mohn es la presidenta de la fundación y su hija Brigitte es la presidenta del Patronato. Un importante elemento de su compromiso con este tema es el baile de gala Rosenball, mediante el que Liz Mohn recauda donaciones para la lucha contra esta enfermedad.
En 2005, Liz Mohn prosiguió su labor promotora de la cultura musical con la creación de la Fundación Cultural y Musical (Liz Mohn Kultur- und Musikstiftung). Liz Mohn actúa como presidenta de la Junta Directiva. La fundación centra su apoyo, por ejemplo, en musicales a cargo de niños y jóvenes y otorga becas a cantantes de ópera. Para ello, la Liz Mohn Kultur- und Musikstiftung coopera con la Ópera Estatal de Berlín y otras instituciones. Además, cada año organiza la iniciativa “Diversidad cultural mediante la música”.

## Galardones

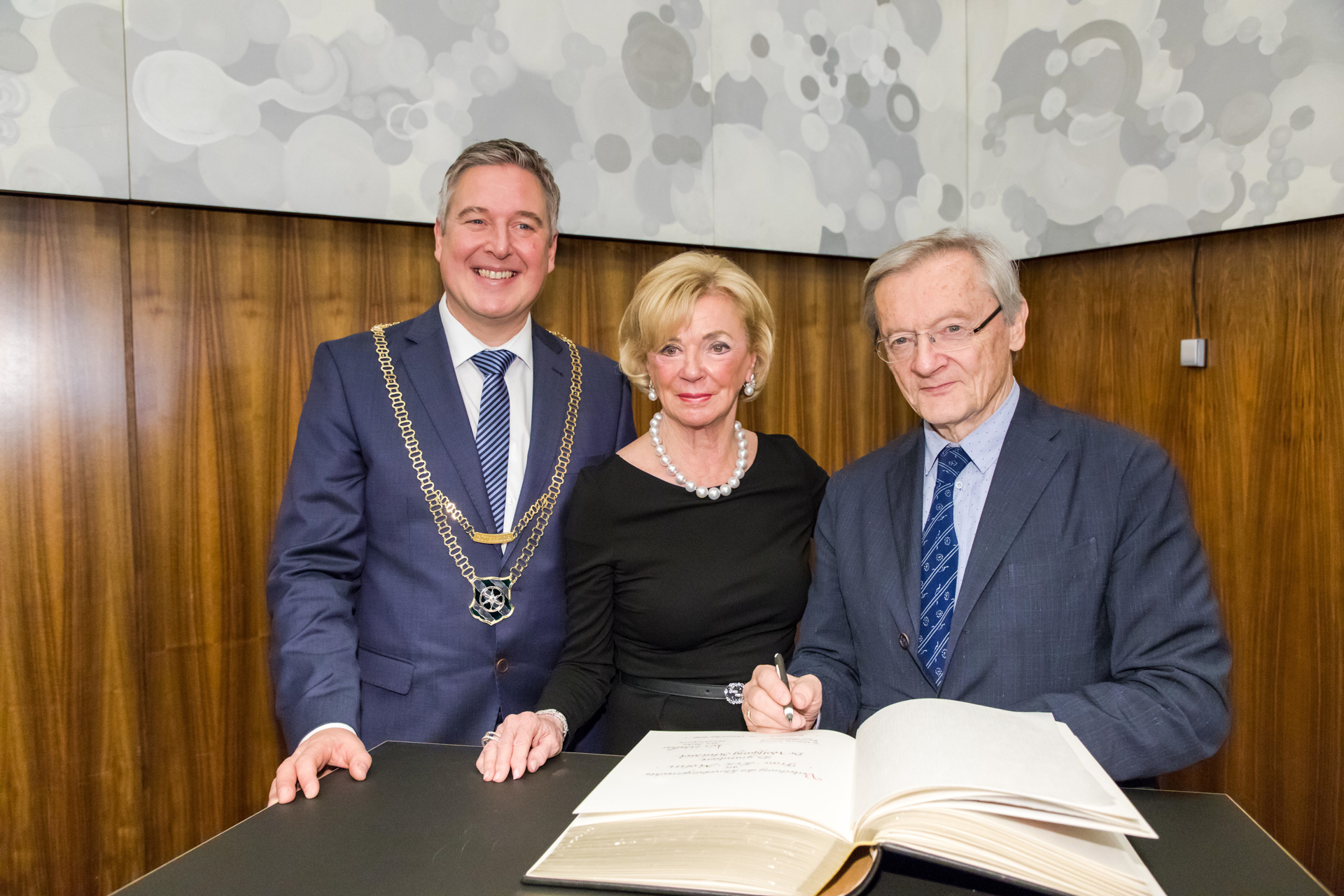
Liz Mohn con Henning Schulz (izq.) y Wolfgang Schüssel (dcha.) en su nombramiento como ciudadana de honor de la ciudad de Gütersloh (2016)

Liz Mohn ha sido galardonada en múltiples ocasiones por su compromiso social. En 1996, por ejemplo, recibió el premio Europäischer Stifterpreis de la fundación Pro Europa, la Cruz Federal al Mérito de Primera Clase de la República Federal de Alemania, así como el Charity Bambi. En 1999 fue la primera mujer alemana en ser admitida en el Club de Roma como miembro de pleno derecho. A estos reconocimientos se sumó en el año 2000 la insignia de la Asociación Profesional Alemana de Médicos. En 2006, fue investida Doctora Honoris Causa por la Universidad de Tel Aviv. En 2008, la UNESCO le concedió el premio Children in Need. En 2009 fue la primera mujer en recibir el premio Karl Winnacker. En 2010, Liz Mohn fue distinguida con el Premio de Economía Mundial. En 2013, Maurice Gourdault-Montagne, el embajador francés en Alemania, le hizo entrega de la Orden Nacional de la Legión de Honor. En 2014, Liz Mohn recibió de la reina Silvia de Suecia la Aguja de Oro de Euriade. En 2016, Xavier Bettel, primer ministro de Luxemburgo, honró a Liz Mohn con la Cruz de Comendador de la Orden de la Corona de Roble.
Ese mismo año, Liz Mohn fue nombrada ciudadana de honor por el Consejo de la ciudad de Gütersloh.

## Publicaciones
- Liz Mohn (2001). Liebe öffnet Herzen (en alemán). Múnich: C. Bertelsmann Verlag. ISBN 3-570-00367-1.
- Liz Mohn (2011). Schlüsselmomente: Erfahrungen eines engagierten Lebens (en alemán). Múnich: C. Bertelsmann Verlag. ISBN 978-3-570-10110-0.